# 2003년 오리콘 1위 싱글 목록
일본에서 한 주간 가장 많이 팔린 싱글은 오리콘 주간 차트에 실리며, 이 차트는 오리콘이 발행하는 잡지 《오리스타》에 개제된다. 판매량은 한 주 동안의 각 싱글의 판매량을 기준으로 오리콘이 종합한다.

## 차트 기록
| 발행일    | 싱글                                    | 가수                                | 참고                               |
| --------- | --------------------------------------- | ----------------------------------- | ---------------------------------- |
| 1월 6일   | (미발표)                                | (미발표)                            |                                    |
| 1월 13일  | 「UNTITLED 4 ballads」                  | Every Little Thing                  | 2003년 1월 1위                     |
| 1월 20일  | 「地上の星/ヘッドライト・テールライト」 | 나카지마 미유키                     |                                    |
| 1월 27일  | 「ハッピーライフ」                      | 175R                                |                                    |
| 2월 3일   | 「茎(STEM)~大名遊ビ編~」                | 시이나 링고                         |                                    |
| 2월 10일  | 「COLORS」                              | 우타다 히카루                       | 2주 연속, 2003년 2월 1위           |
| 2월 17일  | 「COLORS」                              | 우타다 히카루                       | 2주 연속, 2003년 2월 1위           |
| 2월 24일  | 「月のしずく」                          | RUI                                 |                                    |
| 3월 3일   | 「明日への扉」                          | I WiSH                              | 2주 연속                           |
| 3월 10일  | 「明日への扉」                          | I WiSH                              | 2주 연속                           |
| 3월 17일  | 「世界に一つだけの花」                  | SMAP                                | 3주 연속 2003년 1위 2003년 3월 1위 |
| 3월 24일  | 「世界に一つだけの花」                  | SMAP                                | 3주 연속 2003년 1위 2003년 3월 1위 |
| 3월 31일  | 「世界に一つだけの花」                  | SMAP                                | 3주 연속 2003년 1위 2003년 3월 1위 |
| 4월 7일   | 「IT'S SHOWTIME!!」                     | B'z                                 | 2003년 4월 1위                     |
| 4월 14일  | 「世界に一つだけの花」                  | SMAP                                | 통산 4주                           |
| 4월 21일  | 「永遠のBLOODS」                        | KinKi Kids                          |                                    |
| 4월 28일  | 「空に唄えば」                          | 175R                                |                                    |
| 5월 5일   | 「AS FOR ONE DAY」                      | 모닝구무스메                        |                                    |
| 5월 12일  | 「さくら」                              | 모리야마 나오타로                   | 3주 연속, 2003년 5월 1위           |
| 5월 19일  | 「さくら」                              | 모리야마 나오타로                   | 3주 연속, 2003년 5월 1위           |
| 5월 26일  | 「さくら」                              | 모리야마 나오타로                   | 3주 연속, 2003년 5월 1위           |
| 6월 2일   | 「SUPER LOVER~I need you tonight~」     | w-inds.                             |                                    |
| 6월 9일   | 「Darling」                             | V6                                  |                                    |
| 6월 16일  | 「HELLO」                               | Hyde                                |                                    |
| 6월 23일  | 「KI」                                  | 이나바 코시                         |                                    |
| 6월 30일  | 「心に夢を君には愛を／ギラ☆ギラ」       | KinKi Kids                          |                                    |
| 7월 7일   | 「勝手にシンドバッド」                  | 사잔 올 스타즈                      |                                    |
| 7월 14일  | 「COSMIC RESCUE／強くなれ」             | V6                                  |                                    |
| 7월 21일  | 「&」                                   | 하마사키 아유미                     | 2003년 7월 1위                     |
| 7월 28일  | 「野生のENERGY」                        | B'z                                 |                                    |
| 8월 4일   | 「涙の海で抱かれたい～SEA OF LOVE～」   | 사잔 올 스타즈                      | 2주 연속, 2003년 8월 1위           |
| 8월 11일  | 「涙の海で抱かれたい～SEA OF LOVE～」   | 사잔 올 스타즈                      | 2주 연속, 2003년 8월 1위           |
| 8월 18일  | 「アシタヘカエル」                      | CHEMISTRY                           |                                    |
| 8월 25일  | 「薄荷キャンディー」                    | KinKi Kids                          |                                    |
| 9월 1일   | 「forgiveness」                         | 하마사키 아유미                     |                                    |
| 9월 8일   | 「虹/ひまわり/それがすべてさ」          | 후쿠야마 마사하루                   | 5주 연속, 2003년 9월·10월 1위      |
| 9월 15일  | 「虹/ひまわり/それがすべてさ」          | 후쿠야마 마사하루                   | 5주 연속, 2003년 9월·10월 1위      |
| 9월 22일  | 「虹/ひまわり/それがすべてさ」          | 후쿠야마 마사하루                   | 5주 연속, 2003년 9월·10월 1위      |
| 9월 29일  | 「虹/ひまわり/それがすべてさ」          | 후쿠야마 마사하루                   | 5주 연속, 2003년 9월·10월 1위      |
| 10월 6일  | 「虹/ひまわり/それがすべてさ」          | 후쿠야마 마사하루                   | 5주 연속, 2003년 9월·10월 1위      |
| 10월 13일 | 「AMBITIOUS JAPAN!」                    | TOKIO                               |                                    |
| 10월 20일 | 「イミテーション・ゴールド」            | TAK MATSUMOTO featuring 쿠라키 마이 |                                    |
| 10월 27일 | 「BEAUTIFUL DREAMER/STREET LIFE」       | GLAY                                |                                    |
| 11월 3일  | 「歩行者優先 / 濃」                     | 유즈                                |                                    |
| 11월 10일 | 「Long Road」                           | w-inds.                             |                                    |
| 11월 17일 | 「No way to say」                       | 하마사키 아유미                     | 2003년 11월 1위                    |
| 11월 24일 | 「夢物語」                              | 타키 & 츠바사                       |                                    |
| 12월 1일  | 「掌/くるみ」                           | Mr.Children                         | 2주 연속 2003년 12월 1위           |
| 12월 8일  | 「掌/くるみ」                           | Mr.Children                         | 2주 연속 2003년 12월 1위           |
| 12월 15일 | 「ラック」                              | 포르노그라피티                      |                                    |
| 12월 22일 | 「ヨロコビノウタ」                      | 몽골800                             | 2주 연속                           |
| 12월 29일 | 「ヨロコビノウタ」                      | 몽골800                             | 2주 연속                           |

## 특이 사항
2003년 6월 1위곡은 EXILE의 「Breezin' 〜Together〜」이다.

## 연간 TOP 10
※ 집계: 2002년 12월 2일 - 2003년 11월 24일
- 1위: SMAP 「世界に一つだけの花」
- 2위: 후쿠야마 마사하루 「虹/ひまわり/それがすべてさ」
- 3위: 우타다 히카루 「COLORS」
- 4위: 모리야마 나오타로 「さくら」
- 5위: RUI 「月のしずく」
- 6위: I WiSH 「明日への扉」
- 7위: 사잔 올 스타즈 「涙の海で抱かれたい 〜SEA OF LOVE〜」
- 8위: 하마사키 아유미 「&」
- 9위: Mr.Children 「HERO」
- 10위: 로드 오브 메이저 「大切なもの」